# Prowincja Avellino
Prowincja Avellino (wł. Provincia di Avellino) – prowincja we Włoszech. 
Nadrzędną jednostką podziału administracyjnego jest region (tu: Kampania), a podrzędną jest gmina.
Liczba gmin w prowincji: 119.